# Rhamphomyia hirsutipes
Rhamphomyia hirsutipes är en tvåvingeart som beskrevs av Collin 1926. Rhamphomyia hirsutipes ingår i släktet Rhamphomyia och familjen dansflugor. Inga underarter finns listade i Catalogue of Life.